# Skalárpotenciál (matematika)

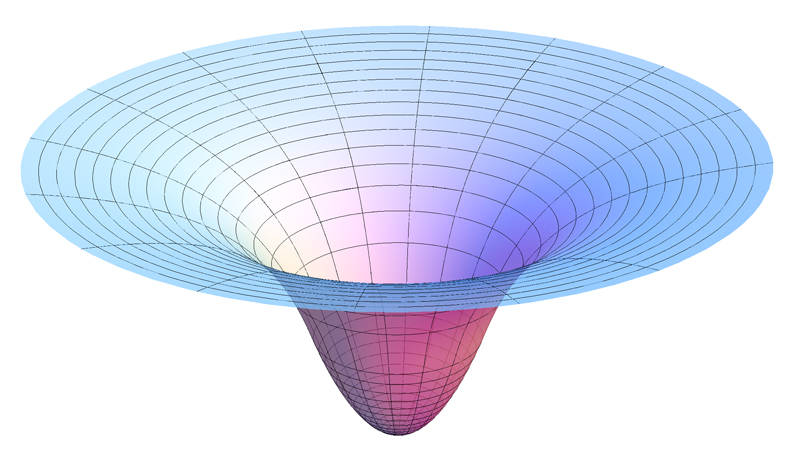
Homogén gömb gravitációs potenciálja

A skalárpotenciál a vektoranalízis integrálfajtáinak egyike. Azt a skalármezőt határozza meg, aminek az adott vektormező a gradiense:
{\displaystyle {\vec {F}}({\vec {r}})=\operatorname {grad} \ \Phi ({\vec {r}})={\vec {\nabla }}\Phi ({\vec {r}})}
itt {\displaystyle {\vec {F}}({\vec {r}})\ } a vektormező, és {\displaystyle \Phi \ } a potenciál. Ha {\displaystyle {\vec {F}}\ } konzervatív erőtér, ahol {\displaystyle {\vec {F}}\ } a legkisebb kényszer elve szerint mindig a {\displaystyle \Phi \ } potenciál legnagyobb meredeksége felé mutat, akkor
{\displaystyle {\vec {F}}({\vec {r}})=-\operatorname {grad} \ \Phi ({\vec {r}})=-{\vec {\nabla }}\Phi ({\vec {r}}).}
A fizikában a skalárpotenciálokat a konzervatív erőterek vizsgálatához használják. Ilyen terek például az elektromos és a gravitációs mezők, továbbá az örvénymentes áramlások is.

## Fogalma
A potenciál fogalmának használata történeti okok miatt nem egységes.

### Matematikai és fizikai potenciál
Habár belőle származik, nem keverendő össze a matematikai potenciál fogalma a fizikaival. Minden fizikai potenciál leírható matematikai eszközökkel, de nem minden matematikailag megadható potenciálnak van fizikai jelentése.
A fizikában a potenciál első közelítésben egy konzervatív erő munkavégző képességét jelenti. Ez már egybevág a matematikai potenciálfüggvénnyel, ami ezt a képességeit függvényértékekben jeleníti meg. Jelentheti a potenciál a függvény egyes értékeit is, mint a gravitációs és az elektromos potenciál, voltban vagy J/kg-ban mérve.
Szokás még a helyzeti energiát is potenciális energiának nevezni. Ez sem véletlenül emlékeztet a matematikai fogalomra, mivelhogy konzervatív erőtérben egy test helyzeti energiája is leírható skalárpotenciállal, nem beszélve a hidrodinamikai sebességpotenciálról, ami szintén skalárpotenciállal ábrázolható.

### Potenciálvektorok és potenciálmezők
További zavart okoz az, hogy a potenciál szó sok szóösszetételben szerepel. Nem világos, hogy melyik összetétel kapcsolódik a skalárpotenciálhoz, és melyik a vektorpotenciálhoz. Egy ilyen zavarba ejtő szó a potenciálmező. Aki nem ismeri közelebbről a témát, az azt hiheti, hogy ez a potenciál skalármezője, de a legtöbb szerző ezt nem így használja, hanem a potenciál gradienseként kapott vektormezőt érti rajta.
Egyes szerzők a deriváltként kapott vektormezőt gradiensmezőnek nevezik, mivel a gradiensoperátor alkalmazásával kapták, míg mások potenciálvektornak, arra emlékeztetve, hogy ennek a mezőnek van potenciálja.

## Definíció és tulajdonságok
Egy {\displaystyle \Phi :{\vec {r}}\mapsto \Phi ({\vec {r}})} skalármező akkor és csak akkor áll elő skalárpotenciálként, ha egy egyszeresen összefüggő tartományon
1. kétszer folytonosan differenciálható
2. létezik egy {\displaystyle {\vec {F}}:{\vec {r}}\mapsto {\vec {F}}({\vec {r}})} vektormező, amire:
{\displaystyle {\vec {F}}({\vec {r}})=\operatorname {grad} \,\Phi ({\vec {r}})={\vec {\nabla }}\Phi ({\vec {r}})}

{\displaystyle {\vec {F}}}-nek, mint a potenciál gradiensének a következő ekvivalens tulajdonságai vannak:
1. A görbe menti integrál útfüggetlensége, vagyis az integrál csak a végpontoktól függ, a köztük bejárt úttól nem:

{\displaystyle \int \limits _{A,(g)}^{B}{\vec {F}}({\vec {r}})d{\vec {r}}=E_{A}-E_{B}}
1. A zárt görbék menti integrálok eltűnnek, azaz a körintegrálja zérus:

{\displaystyle \oint _{S}{\vec {F}}({\vec {r}})\,\mathrm {d} {\vec {r}}=0}
1. Ahogy definiáltuk, azaz létezik potenciál, aminek gradiense:

{\displaystyle {\displaystyle {\vec {F}}({\vec {r}})=\operatorname {grad} \,\Phi ({\vec {r}})}}
1. A mező örvénymentes, vagyis rotációja azonosan nulla:

{\displaystyle \operatorname {rot} \,{\vec {F}}({\vec {r}})={\vec {0}}}

## Kapcsolat a harmonikus függvényekkel
Egy kétszer folytonosan differenciálható skalármező harmonikus, ha tiszta második parciális deriváltjainak összege azonosan nulla. A {\displaystyle \Delta \ }Laplace-operátorral
{\displaystyle \Delta \Phi ({\vec {r}})=\operatorname {div} \,(\operatorname {grad} \,\Phi ({\vec {r}}))=\operatorname {div} \,{\vec {F}}({\vec {r}})={\vec {\nabla }}\cdot {\vec {F}}({\vec {r}})={\frac {\partial ^{2}\Phi ({\vec {r}})}{\partial x^{2}}}+{\frac {\partial ^{2}\Phi ({\vec {r}})}{\partial y^{2}}}+{\frac {\partial ^{2}\Phi ({\vec {r}})}{\partial y^{2}}},}
- A Poisson-egyenlet:

{\displaystyle \Delta \Phi ({\vec {r}})=f({\vec {r}})}
megoldásait potenciálfüggvénynek vagy potenciálnak nevezik.
- A Laplace-egyenlet a Poisson-egyenlet speciális esete:

{\displaystyle \Delta \Phi ({\vec {r}})=0}
megoldásai a harmonikus függvények. Egyes szerzők azonban csak a harmonikus függvényeket hívják potenciálnak. A potenciálelméletet is ezekre a függvényekre szűkítik le.

### Példák
A Newton-potenciál az egyik legismertebb skalárpotenciál:
{\displaystyle \Phi ({\vec {r}})={\frac {1}{|{\vec {r}}|}},}
ami csak három dimenzióban harmonikus függvény, azaz ha {\displaystyle r^{2}=x^{2}+y^{2}+z^{2}}. 
Két dimenzióban logaritmikus potenciál:
{\displaystyle \Phi ({\vec {r}})=\ln(|{\vec {r}}|)}
Az ln(1/r) = -ln(r) csak két dimenzióban harmonikus, azaz ha {\displaystyle r^{2}=x^{2}+y^{2}}.
Három dimenzióban közönséges potenciál:
ΔΦ = 1/r² és ΔΦ = −1/r².
Ugyanígy, csak két dimenzióban harmonikusak a {\displaystyle \Phi (x,y)=e^{x}\cdot \sin(y)} és a {\displaystyle \Phi (x,y)=e^{x}\cdot \cos(y)} függvények.

### Poisson- és Laplace-mezők
Egy skalármező gradienseként adódó vektormező örvénymentes, ezért forrásmezőnek is nevezik őket. (Ez nem jelenti azt, hogy nem lehetnek forrásmentesek is.)
A Poisson- és a Laplace-egyenletek megoldásaiból kapott gradiensmezők így osztályozhatók:
- A Poisson-egyenletből kapott függvények, amelyekre még {\displaystyle f({\vec {r}})\neq 0} is teljesül, Ezek a Poisson- vagy Newton-mezők.[10] Azaz, ha egy {\displaystyle \rho ({\vec {r}})} skalárpotenciálja a megfelelő inhomogén {\displaystyle \Delta \Phi ({\vec {r}})=\rho ({\vec {r}})} parciális differenciálegyenlet partikuláris megoldása, akkor a derivált vektormezőket Poisson- vagy Newton-mezőknek nevezik. Nevezetes példák a gravitációs mező, vagy egy töltés körül kialakult elektromos mező, ha nincs a közelben egy másik töltés. Ekkor az erővonalak a végtelenbe tartanak.
- A Laplace-egyenletből kapott függvények forrásmentes Laplace-mezők, amelyekre a Poisson-egyenlet mellett még {\displaystyle f({\vec {r}})=0} is teljesül.[7] Azaz, ha egy {\displaystyle \sigma ({\vec {r}})} mező skalárpotenciálja a megfelelő peremfeltételekkel a {\displaystyle \Delta \Phi ({\vec {r}})=0\,} homogén Laplace-egyenlet megoldása, akkor a potenciál deriváltjaként adódó gradiensmező Laplace-mező. Példa erre két ellentétes előjelű töltés elektromos tere. Ekkor az erővonalak végesen a másik töltésbe futnak be.

A két mező szuperpozíciójaként adódó mezőkre totális potenciálfüggvény adható meg, ami a fenti partikuláris és homogén megoldások összegeként írható fel.

## Kapcsolat a vektorpotenciállal
A más vektormezők rotációjaként adódó örvénymezők forrásmentesek, és megfordítva, a forrásmentes vektormezőknek van vektorpotenciáljuk, aminek rotációi.
A vektoranalízis alaptétele, más néven Helmholtz-tétel szerint majdnem minden {\displaystyle {\vec {H}}({\vec {r}})} vektortér előáll {\displaystyle {\vec {F}}({\vec {r}})\,} és {\displaystyle {\vec {G}}({\vec {r}})} szuperpozíciójaként, ahol az első komponens egy {\displaystyle \Phi ({\vec {r}})\,} skalárpotenciál gradiense, a második azonban egy {\displaystyle {\vec {\Gamma }}({\vec {r}})} vektorpotenciál rotációja:
{\displaystyle {\vec {H}}({\vec {r}})={\vec {F}}({\vec {r}})+{\vec {G}}({\vec {r}})=\operatorname {grad} \,\Phi ({\vec {r}})+\operatorname {rot} \,{\vec {\Gamma }}({\vec {r}})={\vec {\nabla }}\Phi ({\vec {r}})+{\vec {\nabla }}\times {\vec {\Gamma }}({\vec {r}})}
Hogyha {\displaystyle {\vec {F}}({\vec {r}})\,} konzervatív erőtér, amiben az {\displaystyle {\vec {F}}\,} erő a legkisebb kényszer elve szerint a {\displaystyle \Phi \ } potenciál legnagyobb meredeksége felé irányul, akkor az előbbi egyenlet így is írható:
{\displaystyle {\vec {H}}({\vec {r}})={\vec {F}}({\vec {r}})+{\vec {G}}({\vec {r}})=-\operatorname {grad} \,\Phi ({\vec {r}})+\operatorname {rot} \,{\vec {\Gamma }}({\vec {r}})=-{\vec {\nabla }}\Phi ({\vec {r}})+{\vec {\nabla }}\times {\vec {\Gamma }}({\vec {r}}).}

## Története
A matematikai potenciálfogalmat a francia Joseph-Louis Lagrange vezette be, aki a gravitációs erő
{\displaystyle F=-G\ {\frac {m_{0}\cdot m_{1}}{r^{2}}}}
Newton-féle képlete alapján megállapította, hogy az F erő három Fx, Fy és Fz erő összegére bontható, amelyek értelmezhetők egy közös, skalár értékű „primitív függvény”, U(x0;y0;z0) parciális deriváltjaiként.:
{\displaystyle {\begin{aligned}{\vec {F}}({\vec {r}}_{0}|{\vec {r}}_{1})&={-G\,m_{0}}\ {\frac {m_{1}}{r^{2}}}\ {\hat {\vec {r}}}_{10}\\&={-G\,m_{0}}\ {\frac {m_{1}}{r^{3}}}{\begin{pmatrix}x_{0}-x_{1}\\y_{0}-y_{1}\\z_{0}-z_{1}\end{pmatrix}}={\vec {F}}_{x}({\vec {r}}_{0}|{\vec {r}}_{1})+{\vec {F}}_{y}({\vec {r}}_{0}|{\vec {r}}_{1})+{\vec {F}}_{z}({\vec {r}}_{0}|{\vec {r}}_{1})\\&={-G\,m_{0}\,m_{1}}\,{\frac {x_{0}-x_{1}}{r^{3}}}\,{\hat {\vec {x}}}\ {-G\,m_{0}\,m_{1}}\,{\frac {y_{0}-y_{1}}{r^{3}}}\,{\hat {\vec {y}}}\ {-G\,m_{0}\,m_{1}}\,{\frac {z_{0}-z_{1}}{r^{3}}}\,{\hat {\vec {z}}}\\&={\frac {\partial }{\partial x}}\left({G\,m_{0}}\,{\frac {m_{1}}{r}}\right)\,{\hat {\vec {x}}}+{\frac {\partial }{\partial y}}\left({G\,m_{0}}\,{\frac {m_{1}}{r}}\right)\,{\hat {\vec {y}}}+{\frac {\partial }{\partial z}}\left({G\,m_{0}}\,{\frac {m_{1}}{r}}\right)\,{\hat {\vec {z}}}\\&\quad \ {\text{mit}}\ \ r=((x_{0}-x_{1})^{2}+(y_{0}-y_{1})^{2}+(z_{0}-z_{1})^{2})^{\frac {1}{2}}\end{aligned}}}
Amint látható, az U(x0;y0;z0) primitív függvény a tér minden (x1|y1|z1)-on kívüli pontjában értelmezve van, és m0 (negatív előjelű) helyzeti energiája m1 előterében:
{\displaystyle W_{pot}({\vec {r}}_{0}|{\vec {r}}_{1})=-{G\,m_{0}}\,{\frac {m_{1}}{r}}}
Megfigyeléseit nem sokkal később potenciál néven foglalták össze. Kutatását az angol George Green matematikus és fizikus folytatta, akinek 1828-ban megjelent Essay on the Application of Mathematical Analysis to the Theories of Electricity and Magnetism című művében foglalkozott a potenciálfüggvénnyel. Végül Carl Friedrich Gauss 1840-ben (más források szerint 1836-ban) tovább mélyítette és népszerűsítette a potenciál fogalmát.